# Matija Gregurić
Matija Gregurić (ur. 17 września 1996) – chorwacki lekkoatleta specjalizujący się w rzucie młotem.
W 2013 w Doniecku został mistrzem świata juniorów młodszych. Piąty zawodnik juniorskich mistrzostw świata w Eugene (2014). W 2015 sięgnął po brąz mistrzostw Europy juniorów.
Medalista mistrzostw Chorwacji oraz reprezentant kraju w pucharze Europy w rzutach i drużynowych mistrzostwach Starego Kontynentu.

## Osiągnięcia
| Rok  | Impreza                                  | Miejsce    | Lokata               | Wynik |
| ---- | ---------------------------------------- | ---------- | -------------------- | ----- |
| 2013 | Mistrzostwa świata juniorów młodszych    | Donieck    | 1. miejsce           | 79,38 |
| 2014 | Mistrzostwa świata juniorów              | Eugene     | 5. miejsce           | 75,71 |
| 2015 | Zimowy puchar Europy w rzutach           | Leiria     | 14. miejsce (U-23)   | 64,26 |
| 2015 | Mistrzostwa Europy juniorów              | Eskilstuna | 3. miejsce           | 77,35 |
| 2016 | Puchar Europy w rzutach                  | Arad       | 3. miejsce (U-23)    | 71,13 |
| 2017 | Puchar Europy w rzutach                  | Las Palmas | 5. miejsce (U-23)    | 66,38 |
| 2017 | II liga drużynowych mistrzostw Europy    | Tel Awiw   | 6. miejsce           | 67,95 |
| 2017 | Młodzieżowe mistrzostwa Europy           | Bydgoszcz  | el. – 13. miejsce    | 66,53 |
| 2018 | Puchar Europy w rzutach                  | Leiria     | 4. miejsce (U-23)    | 69,92 |
| 2019 | Puchar Europy w rzutach                  | Šamorín    | 6. miejsce (grupa B) | 69,04 |
| 2023 | Puchar Europy w rzutach                  | Leiria     | 1. miejsce (grupa B) | 71,88 |
| 2023 | II dywizja drużynowych mistrzostw Europy | Chorzów    | 4. miejsce           | 72,91 |
| 2024 | Puchar Europy w rzutach                  | Leiria     | 1. miejsce (grupa B) | 74,06 |
| 2024 | Mistrzostwa Europy                       | Rzym       | 8. miejsce           | 75,47 |
| 2024 | Igrzyska olimpijskie                     | Paryż      | el. – 17. miejsce    | 73,69 |
| 2025 | Puchar Europy w rzutach                  | Nikozja    | 10. miejsce          | 74,96 |
| 2025 | II dywizja drużynowych mistrzostw Europy | Maribor    | 7. miejsce           | 70,65 |

## Rekordy życiowe
- Rzut młotem (5 kg) – 79,38 (2013) rekord Chorwacji juniorów
- Rzut młotem (6 kg) – 77,90 (2015) rekord Chorwacji juniorów
- Rzut młotem – 75,47 (2024)